# Рогув (гмина)
Рогув (пол. Rogów) — сельская гмина (волость) в Польше, входит как административная единица в Бжезинский повет, Лодзинское воеводство. Население — 4669 человек (на 2004 год).

## Соседние гмины
1. Гмина Бжезины
2. Гмина Дмосин
3. Гмина Ежув
4. Гмина Колюшки
5. Гмина Липце-Реймонтовске
6. Гмина Слупя